# Maria Gal
Maria Gal (Salvador, 10 de janeiro de 1976) é uma atriz e produtora brasileira.

## Biografia
Filha única de Clarice Quaresma dos Santos e Lourival dos Santos.  Na infância estudou ballet, inglês, natação e teatro, onde veio sua inspiração em ser atriz. Batizada e crismada, por um tempo estudou em colégio de freira e até pensava em se tornar uma, mas após os 15 anos decidiu prestar vestibular e depois da faculdade estudar teatro. Aos 18 anos entrou pra faculdade de Educação Artística com ênfase em Computação Gráfica e em paralelo passou pra faculdade de dança da Universidade Federal da Bahia.
Aos 21 anos voltou a estudar teatro, no teatro Vila Velha. Integrou o Bando de Teatro Olodum e Viladança, depois seguiu uma temporada Shakesperiana em São Paulo, com Sonho de uma Noite de Verão, dirigido por Márcio Meirelles. Inspirada neste movimento decidiu mudar-se para São Paulo. Trabalhou como garçonete pra se manter e como professora. Em paralelo estudou teatro na Escola de Artes Dramáticas, foi membro fundadora da Cia Os Crespos (grupo formado apenas por atores negros), passou pelo Teatro Oficina apresentando Os Sertões inclusive na Alemanha no teatro Volksbühne Berlin. Trabalhou com Frank Castorff (um dos mais importantes diretores alemães), fez participações em filmes.
Em 2011 mudou-se para o Rio de Janeiro e conquistou o premio de melhor atriz pelo curta "Dor" em 2011 no festival Art Deco De Cinema. Em 2012 fez uma participação especial em Carrossel, como a tia de Cirilo Rivera. Em 2013 assinou contrato com a Rede Globo, estreou na Novela Joia Raia. Ao longo da carreira trabalhou em diversos projetos teatrais, cinematográficos e teatrais. Em 2017 grava a próxima novela do SBT, As Aventuras de Poliana, na qual interpreta a personagem Glayce Soares. Em 2017 ganhou o prêmio de Melhor Atriz no Madrid International Festival pelo filme A Carga de Aline Rezende. Gravou a série de TV Sob Pressão (Rede Globo) e estreou o filme Dona Flor e seus Dois Maridos, de Pedro Vasconcellos. Em 2016 e 2017 atuou no espetáculo A Comédia Latino-Americana, dirigido pelo premiado Felipe Hirsh, que teve temporada em São Paulo e no festival de Lisboa, Portugal. Na Netflix, atuou na série 3%, dirigida por César Charlone, e exibida em 192 países – primeira série brasileira produzida pela Netflix. Está no telefilme A Felicidade de Margot, de Maurício Eça , Entre o Céu e a Terra, série exibida nos países de língua portuguesa, e, ainda, Stella Models, de Samir Abujamra, que irá ao ar no Canal Brasil. Em audiovisual trabalhou também em Carandiru, Carandiru, Outras Histórias, Amor em 4 Atos, Carrossel, Gabriela, Conselho Tutelar (RecordTV e UNIVERSAL), Santo Forte (AXN). Atualmente Gal está na televisão no papel de Gleyce na novela As Aventuras de Poliana (SBT), vem atuando como realizadora/captadora de recursos e produtora de diversos projetos na área das artes cênicas e audiovisual.
Em 2021, Maria foi convidada para participar do Bake Off Celebridades, sendo a 4.ª Eliminada da competição, ficando em 13.º Lugar. Em 2022, Maria Gal estreia no BandNews TV, canal de notícias do Grupo Bandeirantes, no comando do programa Preto no Branco, que discute as questões raciais. Além disso, volta ao SBT para atuar na novela Poliana Moça, reinterpretando a personagem Gleyce.

## Filmografia

#### Televisão
| Ano       | Trabalho                | Personagem           | Notas                           |
| --------- | ----------------------- | -------------------- | ------------------------------- |
| 2006      | Teatro Rá-Tim-Bum       | Dama da Noite        | Episódio "O Cravo e a Rosa"     |
| 2012      | Carrossel               | Tia do Cirilo Rivera | Participação especial           |
| 2013-2014 | Joia Rara               | Margarida            |                                 |
| 2016      | Conselho Tutelar        | Glória               |                                 |
| 2017      | Sob Pressão             | Léa                  | Episódio: 09                    |
| 2018-2020 | As Aventuras de Poliana | Gleyce Soares        | 1° Temporada                    |
| 2021      | Bake Off Celebridades   | Participante         | 3ª Eliminada em 27 de fevereiro |
| 2021      | Um Lugar ao Sol         | Eugênia              | Episódio: "9 de novembro"       |
| 2022      | As Seguidoras           | Deise Rodrigues      |                                 |
| 2022-2023 | Poliana Moça            | Gleyce Soares        | 2ª Temporada                    |
| 2022      | Preto no Branco         | Apresentadora        |                                 |
| 2023      | Amor Perfeito           | Neiva Batista        |                                 |

### Cinema
| Ano  | Título                          | Personagem    | Nota |
| ---- | ------------------------------- | ------------- | ---- |
| 2017 | Dona Flor e Seus Dois Maridos   | Magnólia      |      |
| 2023 | Desapega!                       | Nathália      |      |
| 2024 | Dona Lurdes - O Filme           | Vânia         |      |
| 2025 | Câncer com Ascendente em Virgem | Dra. Carolina |      |

## Canal no Youtube
A atriz Maria Gal também se aventura no Youtube com o canal "Ponto de Vista", onde fala de assuntos que envolvem a população negra e assuntos importantes sobre empoderamento, racismo, laces e mais.